# فولكلينغن
فولكلينغن (بالألمانية: Völklingen) هي مدينة و بلدة ألمانية تقع في سارلاند في ألمانيا. يقدر عدد سكانها بـ 40,794 نسمة .

## المدن التوأمة
مدن ليه ليلا و فورباخ هي مدن توأمة لـفولكلينغن.

## أعلام
- أنغريت كرامب كارينباور
- ايرين ألت
- ليا أكرمان
- فرانك فرانز
- يوهانس هوفمان
- مانويل زيتز